# Polifemo (hijo de Élato)
En la mitología griega Polifemo (en griego antiguo Πολύφημος) fue uno de los Argonautas. Era hijo de Élato e Hipea, fue el esposo de Laónome, la hermana de Heracles, al menos en una fuente. Polifemo, como lapita, fue recordado por haber luchado contra los centauros en los días de su juventud. En la Ilíada, Néstor cuenta «al divino Polifemo» entre una generación anterior de héroes de su juventud: «los hombres más fuertes que la tierra ha engendrado, los hombres más fuertes contra los enemigos más fuertes, una tribu salvaje que habita en las montañas (esto es, centauros) a quienes destruyeron por completo». No ha sobrevivido en la mitología la alusión a Néstor. Años más tarde se unió a la expedición de los argonautas. Durante su estancia en Bitinia, Polifemo fue el que escuchó a Hilas llorar mientras el joven era arrastrado por las ninfas, y cuando ayudó a Heracles a buscar a Hilas, ambos fueron abandonados por Argos. Habiéndose establecido en Misia, Polifemo fundó la ciudad Cío de la que se convirtió en rey. Más tarde, sin embargo, se dispuso a buscar a sus compañeros argonautas y murió en la tierra de los cálibes. Fue enterrado a la orilla del mar bajo un álamo. Otros dicen que Polifemo y Heracles habían sido amantes.